# Ajahn Khemadhammo

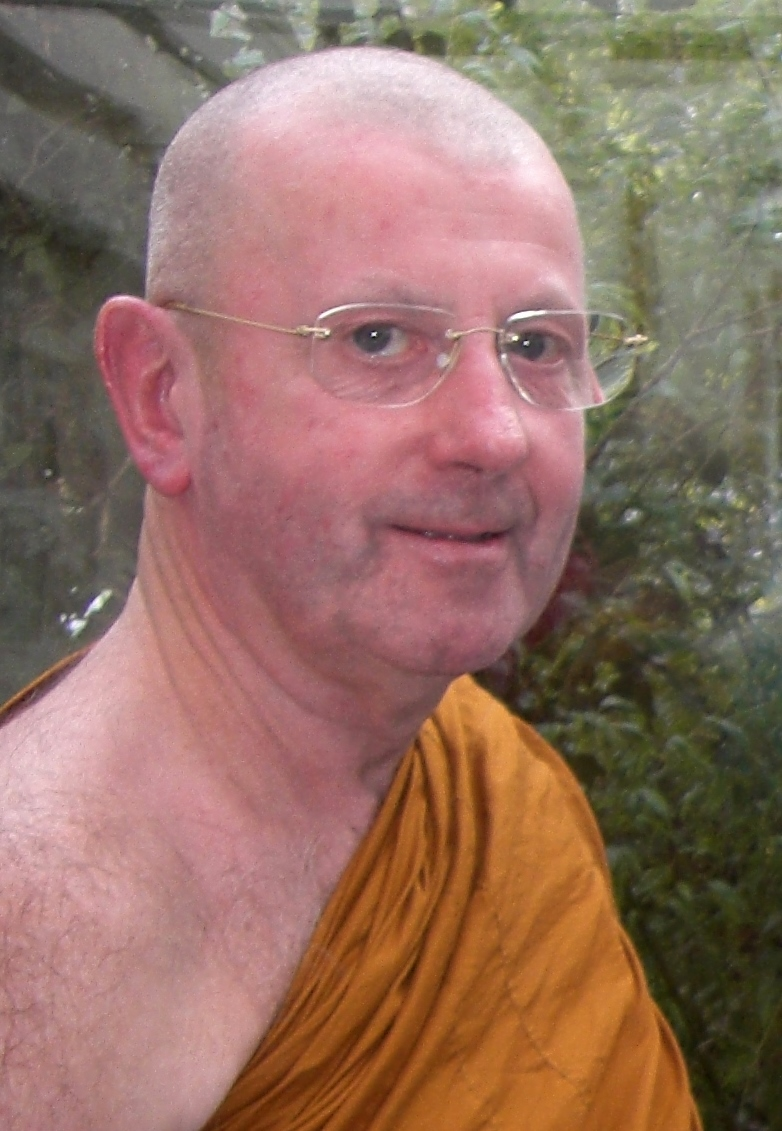

Eerwaarde Ajahn Khemadhammo (voluit: Eerwaarde Chao Khun Bhavanavitesa (Luangpor Khemadhammo) OBE) is een leraar van het Theravada Boeddhisme. Hij werd geboren in 1944. Na een opleiding en baan voor enige jaren als professionele acteur, ging hij naar Thailand via de Boeddhistische heilige plaatsen. In december 1971 in Bangkok, werd hij een Samanera (novice monnik) en ongeveer een jaar later vertrok hij naar Ubon om in Wat Nong Pah Pong, het klooster van Ajahn Chah te verblijven. Op de dag voor Vesak van datzelfde jaar, 1972, verkreeg hij [upasampada] als een Bhikkhu.
In 1977 ging Eerwaarde Khemadhammo terug naar het Verenigd Koninkrijk en, na in Londen en Birmingham verbleven te hebben, heeft hij een kleine Vihara opgezet op het Isle of Wight. In 1984, naar aanleiding van een uitnodiging van een groep van Boeddhistische mediterenden, die hij voor maandelijks heeft bezocht voor enkele jaren, ging hij naar Banner Hill in de buurt van Kenilworth en vormde de Buddha-Dhamma Fellowship. In 1985 ging hij naar zijn huidige locate, Wat Pah Santidhamma (The Forest Hermitage), een stuk land in Warwickshire; in 1987 met veel hulp van medegelovers in Thailand, werd dit gebied gekocht door de Buddha-Dhamma Fellowship. Een Stoepa werd er gebouwd in 1988, bekend als de 'Engelse Shwe Dagon'.
Eerwaarde Khemadhammo begon Boeddhistische gevangenis kapelaanschap werkzaamheden in 1977. In 1985, met de hulp van anderen, werd de Buddhist Prison Chaplaincy (Boeddhistische Gevangenis Kapelaanschap) Angulimala opgezet met hem als Spirituele Adviseur.
Op dit moment woont Eerwaarde Khemadhammo samen met twee andere monniken (Bhikkhu Tan Manapo en Samanera Thitasilo), en zet hij het werk voort om in gevangenissen meditatieles te geven.
Eerwaarde Khemadhammo werd geridderd als OBE (Officer of the Most Excellent Order of the British Empire), tijdens de verjaardag van de Britse koningin geëerd in juni 2003 voor 'diensten aan gevangenen'. In december 2004, op de verjaardag van Koning Bhumibol van Thailand, kreeg hij de titel Chao Khun met de geestelijke aanhef Phra Bhavanavitayt (later, in 2006 is dit Phra Bhavanavitesa geworden); hij was de tweede buitenlandse Bhikkhu om een dergelijke eer te mogen krijgen.